# 8 Days of Christmas
8 Days of Christmas е четвъртият студиен и единственият коледен албум на американската група Дестинис Чайлд, издаден на 30 октомври 2001 г. Албумът достига 34 място в Билборд класацията за албуми. В САЩ албумът е с реализирани продажби от 500 хиляди копия и е със златна сертификация.

## Списък с песните

### Оригинален траклист
1. „8 Days of Christmas“ – 3:31
2. „Winter Paradise“ – 3:36
3. „A 'DC' Christmas Medley“ – 3:59
4. „Silent Night“ (Бионсе) – 3:41
5. „Little Drummer Boy“ (Соланж Ноулс) – 3:36
6. „Do You Hear What I Hear“ (Кели Роуланд) – 3:47
7. „White Christmas“ – 1:43
8. „Platinum Bells“ – 1:27
9. „O' Holy Night“ (Мишел Уилямс) – 4:25
10. „Spread a Little Love on Christmas Day“ – 3:42
11. „This Christmas“ – 3:38
12. „Opera of the Bells“ – 4:35

### Интернационално издание
1. „Proud Family“ (Соланж и Дестинис Чайлд) – 2:17

### Японско и Wal-Mart издание
1. „Emotion“ (със струни)	– 4:23

### 2005 преиздание и дигитално издание
1. „Home for the Holidays“ – 3:10
2. „Rudolph the Red-Nosed Reindeer“ – 2:34
3. „8 Days of Christmas“ – 3:31
4. „Winter Paradise“ – 3:36
5. „A DC Christmas Medley“ – 3:59
6. „Silent Night“ (Бионсе) – 3:41
7. „Little Drummer Boy“ (Соланж Ноулс) – 3:36
8. „Do You Hear What I Hear“ (Кели Роуланд) – 3:47
9. „White Christmas“ – 1:42
10. „Platinum Bells“ – 1:26
11. „O' Holy Night“ (Мишел Уилямс) – 4:24
12. „Spread a Little Love on Christmas Day“ – 3:41
13. „This Christmas“ – 3:38
14. „Opera of the Bells“ – 4:34